# Máxima FM
Máxima FM è stata un'emittente radiofonica privata spagnola Appartenente a Cadena SER (Grupo Prisa), ha iniziato le sue trasmissioni nel 2002 a Madrid.
La programmazione della radio era principalmente dedicata alla musica elettronica.

## Storia
Iniziò le sue trasmissioni il 29 marzo 2002, sulle frequenze dove andava in onda la radio Sinfo Radio Antena 3. Essa diventa la prima radio spagnola specializzata nella trasmissione di musica elettronica e dance. Il suo slogan iniziale fu: El dance que te pega, che cambiò poi in Y tú, ¿Qué llevas puesto?; il suo nome attuale è Ponte Dance!.
Nell'ottobre del 2018 l'emittente cessò le trasmissioni.

## Programmazione
La sua programmazione si basava sulla trasmissione di musica elettronica, specialmente techno, house, elettronica, progressive e dance, unita ad alcuni programmi specializzati in chill out, lounge e minimal. Fino alla sua chiusura l'emittente non proponeva altri generi musicali, presenti invece alla nascita dell'emittente, come la jungle o la drum & bass o tipicamente ascoltati in Spagna come il mákina o il breakbeat.

### Programmi trasmessi
- Aoki's House. Presentato da Steve Aoki. Mercoledì dalle 22:00 alle 23:00.
- Bien Bailao. Presentato da DJ Nano. Venerdì dalle 21:00 alle 03:00.
- Clímax. Presentato da José Manuel Duro. Quotidiano dalle 14:00 alle 16:00 e sabato dalle 08:00 alle 10:00.
- Fórmula Máxima. Senza conduttori, solo musica. Dal lunedì al venerdì dalle 02:00 alle 14:00, il sabato dalle 16:00 alle 20:00 e domenica dalle 08:00 alle 14:00.
- In Sessions. Senza conduttori, solo live DJ set. Dal domenica al giovedì dalle 23:00 alle 02:00 e venerdì e sabato dalle 23:00 alle 08:00.
- Mucho Max. Presentato da Ramsés López. Dal lunedì al venerdì dalle 16:00 alle 18:00.
- Máxima Deejay. Presentato da Abel Ramos e Albert Neve. Giovedì dalle 21:00 alle 23:00.
- Máxima 51 Chart. Presentato da Arturo Grao. Dal lunedì al venerdì dalle 18:00 alle 20:00, il sabato dalle 10:00 alle 14:00 e domenica dalle 16:00 alle 20:00.
- Máxima Reserva. Presentato da Enric Font. Quotidiano dalle 20:00 alle 21:00.
- Release Yourself. Presentato da Roger Sánchez. Martedì dalle 21:00 alle 23:00.
- The Martin Garrix Show. Presentato da Martin Garrix. Mercoledì dalle 21:00 alle 22:00.
- Vonyc Sessions. Presentato da Paul van Dyk. Domenica dalle 21:00 alle 23:00.